# Einar Arnórsson
Einar Arnórsson (født 24. februar 1880 i Grimsnes, død 29. marts 1955 i Reykjavík) var en islandsk politiker, dommer og juraprofessor. Han var minister for Island fra 4. maj 1915 til 4. januar 1917. 

## Juridisk karriere
Einar Arnórsson blev student fra latinskolen i Reykjavík i 1901 og tog juridisk embedseksamen fra Københavns Universitet i 1906, underviste 1908-11 på retsskolen i Reykjavík, og var professor i proces- og strafferet ved Háskóli Íslands 1911-22 (med orlov i de tyve måneder han var minister). Han var universitets rektor 1918-19 og 1929-30. I 1932-42 og 1944-45. Arnórsson sad som dommer i Islands Højesteret 1932-42 og 1944-45. I 1936 udnævntes han til æresdoktor i jura af universitet for sit omfattende juridiske forfatterskab.

## Politisk karriere
Han var valgt til Altinget 1914-19 for den moderate langsum fraktion i det gamle Selvstændighedsparti, da denne led nederlag til den radikale tversum fraktion ved valget i oktober 1916, blev han politisk isoleret og forlod politik i 1919, hvorefter han redigerede de konservative aviser Isafold og Morgunblaðið 1919-20. I 1931-32 kom han igen i Altinget, denne gang for det nye Selvstændighedsparti. Han var undervisningsminister i Björn Þórðarsons tværpolitiske krigsregering fra 1942-44.

## Redaktør
Einar Arnórsson var gennem livet redaktør af en lang række publikationer - fra dagblade til fagtidsskrifter:
- Fjallkonunni (1907)
- Ísafold (1919–1920)
- Morgunblaðið (1919–1920)
- Skírni (1930)
- Blöndu (1936–1939)
- Sögu (1950–1954)
- Tímariti lögfræðinga (1951–1953)

## Familie
Hans datter Ingibjörg Einarsdóttir (født 1908) var 1930-44 gift med den senere nobelprismodtager Halldór Laxness.